# Goniodoris barroisi
Goniodoris barroisi Vayssière, 1901 è un mollusco nudibranchio della famiglia Goniodorididae.
L'epiteto specifico è un omaggio allo zoologo franco-palestinese Théodore Charles Barrois(1857-1920).

## Distribuzione e habitat
Rinvenuta in varie località dell'oceano Indiano.